# الدوري العماني 1985–86
دوري المحترفين العماني 1985–86 هو الموسم 10 من دوري المحترفين العماني. كان عدد الأندية المشاركة فيه 10، وفاز فيه نادي فنجاء.